# Groupe de NGC 3861
Le groupe de NGC 3861 comprend au moins 13 galaxies situées dans la constellation du Lion. La distance moyenne entre ce groupe et la Voie lactée est d'environ 77,7 Mpc (∼253 millions d'al). 

## Membres
Le tableau ci-dessous liste les 13 galaxies du groupe indiquées dans l'article de A.M. Garcia paru en 1993. La galaxie UGC 6718 dans la liste de Garcia est en réalité NGC 3860 et UGC 6724 est NGC 3861.
Un article publié en 1998 par Abraham Mahtessian mentionne aussi un groupe de cinq galaxies qui font partie du groupe de NGC 3861. Ce sont les galaxies NGC 3816, NGC 3821, NGC 3861, NGC 3873 et NGC 3886. Les galaxies NGC 3845, NGC 3859 et NGC 3860 n'apparaissent pas dans la liste de Mahtessian. 
| Nom               | Class.  | Type                 | α (J2000.0)   | δ (J2000.0) | Vitesse radiale (km/s) | m                    | Distance (Mpc) | Diamètre (kal) |
| ----------------- | ------- | -------------------- | ------------- | ----------- | ---------------------- | -------------------- | -------------- | -------------- |
| NGC 3816          | S0/a    | Lenticulaire         | 11h 41m 48.0s | 20° 06′ 13″ | 5732 ± 2               | 12,5                 | 89,4 ± 6,3     | 167            |
| NGC 3821          | SB0-a/R | Lenticulaire         | 11h 42m 09.1s | 20° 18′ 56″ | 5764 ± 5               | 12,9                 | 89,8 ± 6,3     | 132            |
| NGC 3845          | SB0     | Lenticulaire         | 11h 44m 05.4s | 19° 59′ 46″ | 5648 ± 2               | 14,0                 | 88,1 ± 6,2     | 84             |
| NGC 3859          | Sb      | Spirale              | 11h 44m 52.2s | 19° 27′ 15″ | 5468 ± 3               | 14,1                 | 85,5 ± 6,0     | 135            |
| NGC 3873          | E       | Elliptique           | 11h 45m 46.1s | 19° 46′ 26″ | 5382 ± 2               | 12,9                 | 84,2 ± 5,9     | 132            |
| NGC 3886          | S0-?    | Lenticulaire         | 11h 47m 05.6s | 19° 50′ 14″ | 5824 ± 2               | 13,1                 | 90,7 ± 6,4     | 163            |
| UGC 6718 NGC 3860 | Sa      | Spirale              | 11h 44m 49.1s | 19° 47′ 42″ | 5609 ± 2               | 13,4                 | 87,6 ± 6,1     | 136            |
| UGC 6724 NGC 3861 | Sb,     | Spirale              | 11h 45m 03.9s | 19° 58′ 25″ | 5085 ± 1               | 12,7                 | 79,8 ± 5,6     | 225            |
| MCG 3-30-67       | SB0     | Lenticulaire         | 11h 43m 59.6s | 19° 46′ 44″ | 5607 ± 2               | 13,699 ± 0,004 asinh | 87,5 ± 6,4     | 68             |
| MCG 3-30-107      | E       | Elliptique           | 11h 45m 58.7s | 19° 31′ 44″ | 5488 ± 2               | 13,548 ± 0,003 asinh | 85,8 ± 6,0     | 61             |
| PGC 36599         | S?      | Spirale              | 11h 45m 03.6s | 19° 51′ 34″ | 6336 ± 18              | ?                    | 98,3 ± 6,9     | ?              |
| CGCG 97-133       | Sdm     | Spirale magellanique | 11h 45m 17.4s | 20° 01′ 16″ | 5290 ± 9               | 15,60 ± 0,30         | 82,9 ± 5,8     | ?              |
| CGCG 97-138       | Sc (D)  | Spirale diffuse      | 11h 45m 44.4s | 20° 01′ 52″ | 5315 ± 2               | 14,40 ± 0,30         | 83,2 ± 5,8     | 23             |

Le site DeepskyLog permet de trouver aisément les constellations des galaxies mentionnées dans ce tableau ou si elles ne s'y trouvent pas, l'outil du site constellation permet de le faire à l'aide des coordonnées de la galaxie. Sauf indication contraire, les données proviennent du site NASA/IPAC. 

## Amas du Lion
Les galaxies du groupe de NGC 3861 font partie de l'amas du Lion (Abell 1367).